# 강귀손
강귀손(또는 강구손, 姜龜孫, 1450년 ~ 1505년)은 조선 초기의 문신이다. 본관은 진주이며, 좌찬성 강희맹의 아들이다. 연산군 때 우의정을 지냈다. 자는 용휴(用休), 시호는 숙헌(肅憲)이다.

## 생애
성종 때 문과에 급제하여 사복시정이 되고 이후 사헌부집의로 승진한다. 이후 경차관으로 파견되어 민심을 다스리다가 바로 동부승지를 거쳐 우부승지가 되고 연이어 홍문관부제학으로 참찬관을 겸한다. 이후 좌부승지와 우승지를 거쳐 연산군 때 도승지로 승진, 이후 경기도관찰사로 외직에 있으며 민정을 다스리다가 병조참판을 거쳐 사헌부대사헌으로 승진하는데, 무오사화 당시 노사신, 신승선, 한치형, 윤필상, 정문형, 어세겸, 이세좌, 이극균 등과 함께 사화를 주관했고 대사헌으로써 무오사화에 관여했다. 이후 형조판서로 승진, 산릉도감제조를 겸하다 한성부판윤과 도총관을 거쳐 이조판서가 되고 영의정을 하던 한치형이 죽자 후임 영의정인 성준과의 친분으로 바로 병조판서로 임명되었다. 이후 갑자사화로 연산군의 총애를 받아 우찬성이 되고 곧 좌찬성까지 승진한다. 이후 춘추관당상과 사복시제조를 겸하다 곧 우의정이 되고 허침, 신수근, 박숭질, 김수동 등과 난국을 바로 잡으려 했지만 실패하고 결국 사망한다.

## 평가
연산군의 총애를 받은 총신이지만, 절제 있는 행동으로 조정의 신망을 얻었고 이로 인해 정승까지 올랐다는 평이 많다. 강귀손은 연산군의 총신임에도 임사홍, 유자광과는 달리 절제 있고 도를 잘 지켜 조정과 백성의 신망을 얻었다.

## 가족 관계
- 조부 : 강석덕(姜碩德, 1395 ~ 1459)
- 조모 : 심온(沈溫)의 차녀 청송 심씨(1397 ~ ?)
  - 백부 : 강희안(姜希顔, 1419 ~ 1464)
- 외조부 : 감사(監司) 안숭효(安崇孝, ? ~ 1460)
- 외조모 : 지돈녕(知敦寧) 이숙묘(李叔畒)의 차녀 한산 이씨
  - 부친 : 강희맹(姜希孟, 1424 ~ 1483)
  - 모친 : 순흥 안씨
    - 남동생 : 사평(司評) 강학손(姜鶴孫, 1455 ~ 1523)
    - 여동생 : 창녕 성씨 지중추(知中樞) 성세명(成世明)의 처
    - 여동생 : 김성동(金成童)[1]의 처
    - 여동생 : 고령 신씨 부사(府使) 신렴(申濂)의 처
    - 여동생 : 안동 권씨 감찰(監察) 권만형(權曼衡)의 처
    - 부인 : 송요년(宋遙年)의 딸 은진 송씨
      - 장녀 : 기진(奇進)의 처
      - 차녀 : 지산부령(砥山副令) 이돈(李墩, 1481 ~ ?)의 처[2]
      - 양자 : 부사(府使) 강태수(姜台壽) - 남동생 강학손(姜鶴孫)의 3남

1. ↑  의정부좌의정 김질의 아들
2. ↑  후령군의 서손자